# Eidechsbach
Der Eidechsbach ist ein Bach in der Gemeinde Ulrichsberg in Oberösterreich. Er ist ein Zufluss des Theinhörlbachs.

## Geographie
Der Bach entspringt im Tal zwischen dem Fleischhackerberg und dem Sperrbühel auf einer Höhe von 869 m ü. A. Er fließt durch das Waldgebiet des Böhmerwalds. Er mündet auf einer Höhe von 727 m ü. A. linksseitig in den Theinhörlbach. In seinem 4,28 km² großen Einzugsgebiet liegen Teile der Ortschaft Schöneben.

## Umwelt
Entlang des Eidechsbachs entwickelten sich lineare und zum Teil flächige Weichholzauen. In der Gegend wachsen nasse Fichten-Wälder beziehungsweise Fichten-Tannen-Wälder. Kurz vor seiner Mündung erstreckt sich in einer Waldlichtung eine Magerwiese, in der Rot-Schwingel, Rot-Straußgras und Goldhafer gedeihen. Der Eidechsbach ist Teil des 9.350 Hektar großen Europaschutzgebiets Böhmerwald-Mühltäler und der 22.302 Hektar großen Important Bird Area Böhmerwald und Mühltal.